# Alice Herz-Sommer
Alice Herz-Sommer, född 26 november 1903 i Prag, död 23 februari 2014 i London, var en tjeckisk musiker, känd som "pianisten i Theresienstadt", då hon spelade över 100 konserter i Theresienstadts koncentrationsläger.  Hennes berättelse finns dokumenterad i TV-filmen We Want the Light.